# Augusta Déjerine-Klumpke
Augusta Déjerine-Klumpke (francès: Augusta Dejerine-Klumpke)  (San Francisco, 15 d'octubre de 1859 - París, 5 de novembre de 1927), nascuda Augusta Klumpke, fou una metgessa francesa d'origen estatunidenc, coneguda habitualment pel seu treball en neuroanatomia. Fou la primera metgessa resident que va treballar en un hospital de París.

## Biografia
Des de jove, la família de Klumpke va donar suport a les seves ambicions mèdiques, arribant fins a traslladar-se a París perquè ella i les seves germanes Anna Elizabeth Klumpke, Julia Klumpke i Dorothea Klumpke poguessin prosseguir les seves activitats. Tot i haver estat menyspreada per ser una dona en el camp mèdic, va continuar treballant en els seus estudis mèdics tant dins com fora de l'aula, i va arribar a treballar als laboratoris del Museu d'Història Natural. Finalment, va guanyar-se la reputació per les seves habilitats en el camp mèdic i per la seva capacitat lingüística de parlar anglès i alemany. Això la va portar a convertir-se en la primera metgessa resident als hospitals de París juntament amb Blanche Edwards-Pillet.
Durant aquest període, va explicar el que avui s'anomena paràlisi de Klumpke,o una lesió als nervis que controlen el moviment del braç. Va treballar amb Alfred Vulpian, el degà de la seva antiga facultat de medicina que s'havia oposat a la seva assistència a la facultat de medicina pel fet de ser dona i força jove en aquell moment.
Al llarg de la seva vida, el seu nom va aparèixer en cinquanta-sis articles, alguns dels quals va escriure ella mateixa. També va escriure dos volums sobre l'anatomia dels centres nerviosos anomenats Anatomie des Centres Nerveux amb el seu marit Joseph Jules Dejerine. Klumpke fou membre de diverses associacions científiques, inclosa la Société de Biologie (la primera dona elegida) i la Société de Neurologie de Paris. També va rebre premis per descobriments, així com el grau d'oficial de la Legió d'Honor i el de cavaller de la Legió d'Honor.
Morí el 5 de novembre de 1927 a París, i fou enterrada al cementiri del Père-Lachaise al costat del seu marit, mort deu anys abans que ella.

## Publicacions

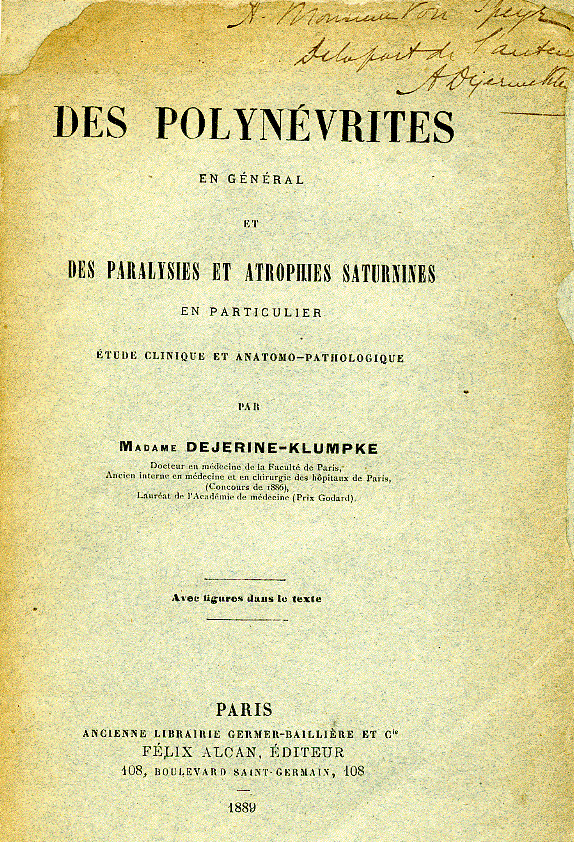
Portada de la tesi d'Augusta Déjerine-Klumpke.

- Des polynévrites en général et des paralysies et atrophies saturnines en particulier, Tesi de medicina, Davy (París), 1889, Text íntegre
- Des Polynévrites en général et des paralysies et atrophies saturnines en particulier, étude clinique et anatomopathologique, F. Alcan (París), 1889, disponible a Gallica
- En col·laboració:
- Anatomie des centres nerveux [Tom 1 : Méthodes générales d'étude-embryologie-histogénèse et histologie, anatomie du cerveau] per J. Dejerine amb la col·laboració de [A.] Dejerine-Klumpke, Rueff (Paris), 1895-1901, Text en línia Arxivat 2014-02-19 a Wayback Machine., disponible a Gallica
- Anatomie des centres nerveux [Tom 2, Fascicle 1 : Anatomie du cerveau (suite), anatomie du rhombencéphale ] per J. Dejerine amb la col·laboració de [A.] Dejerine-Klumpk, Rueff (París), 1895-1901, Text en línia Arxivat 2014-02-19 a Wayback Machine.